# San Ferdinando di Puglia
San Ferdinando di Puglia er en by i Apulien, Italien med 13.667 (2023) indbyggere.